# Haquinus Magni Ausius
Haquinus Magni Ausius (även Haquin, Håkan och Haquinius), död 1653, var en svensk psalmförfattare.

## Biografi
Förmodligen prästson från småländska Ås i Växjö stift. Hans svenska namn är troligen Håkan Magnusson från Ås, och han uppges ofta vara bror till Henricus Ausius, son till kyrkoherden Magnus Henriksson i Ås och notarie i Stockholm. Dessa uppgifter har dock inte kunnat bekräftas. Psalmförfattare och översättare.
Observera att ett flertal källor blandar ihop Haquin Ausius med Henricus Ausius. Till exempel anger Nationalencyklopedin att Haquin Ausius levde 1603–1659 vilket med stor sannolikhet är felaktigt.
Haquinus översatte Basilius Förtschs Geistliche Wasserquelle med titeln
En andeligh watukälla, therutaf sigh hwart och ett christtroget hierta så wäl på reesor som elliest hemma uthi margehanda anfächtningz kiöld och heta wederqweckia och upfriska må: Uthur then H. skriffts hälsosamme hufwudbrunn och andre christelige böcker sammansatt, och nu mehra på wårt swenske tungomål transfererat.
Tryckt första gången 1641. Äldsta bevarade exemplaret är från 1672 och det finns även en av Petrus Brask utökad version tryckt 1682. De psalmer som inte fanns med i det tyska originalet antog Lars Högmarck vara nyskrivna av Ausius. Detta antagande verkar dock inte stämma, se nedan. Ausius finns representerad i 1819 års psalmbok och 1937 års psalmbok med fyra översättningar varav 3 även i Den svenska psalmboken 1986.

### Psalmer i Vattukällan översatta av Ausius 1641
- Ach Herre! tu fast stränge Gudh (1695 nr 315 ) efter J. Heerman "Ach Herre du gerechter Gott"
- Av hjärtat håller jag dig kär (1695 nr 290 , 1819 nr 221 , 1937 nr 297 , 1986 nr 239 ) efter M. Schalling "Herzlich lieb hab ich dich, o Herr"
- Jag vet ett blomster skönt och fint (1695 nr 227 ) efter Förtsch "Ich weiss ein Blümlein hübsch"
- När jag om morgonen uppstår (1695 nr 347 , 1819 nr 417 , 1937 nr 456 ), efter Martin Luther[källa behövs] "Des Morgens, wenn ich früh aufsteh" (skriven omkring 1582?)
- O Gud rik av barmhärtighet (1695 nr 197 ) efter Förtsch "O Gott, reich von Barmherzigkeit"
- Si Jesus är ett tröstrikt namn (1695 nr 143 , 1819 nr 66 , 1937 nr 66 , Herren Lever 1977 nr 824, 1986 nr 42 )), efter Förtsch "Jesus ist gar ein süsser Nam". Finns på Wikisource.
- Uti din nåd, o Fader blid (1695 nr 239 , 1819 nr 250 , 1937 nr 324 , 1986 nr 240 ), efter Förtsch "HErr JEsu Christ in deine Händ".

### Psalmer i någon version av Vattukällan men förmodligen ej av Ausius
Psalmer som tillskrivits Ausius av Högmarck:
- Ack Jesu Christ Din nåd bete (1695 nr 386 , 1819 nr 470 , 1937 nr 554 ) översatt 1684 efter B. Ringwaldt "Her Jesu Christ ich weiss gar wol"
- Allt vad vi på jorden äga (1695 nr 270 , 1819 nr 455 , FS1986 nr 365) diktad av Petrus Brask 1682.
- Lov, pris och ära vare dig (1695 nr 346 ) dock inte samma som senare identisk psalmtitel (1819 nr 416 , 1937 nr 455 ),[förtydliga] översättning från tyska 1641? Diktad av Martin Brunnerus 1684?
- När jag uti min enslighet (1695 nr 388 , 1819 nr 459 ) diktad av Erik Lindschöld 1688.
- På dig jag hoppas, Herre kär (1695 nr 46 , 1819 nr 226 , 1937 nr 341 , 1986 nr 550 ) efter Reusner "In dich hab ich gehoffet, Herr". I Den svenska psalmboken 1986 anges att översättningen skett före 1601 vilket i så fall innebär att psalmen inte översatts av Ausius eller att det gjorts två olika översättningar.
- Var glad, min själ, och fatta mod (1695 nr 238 , 1819 nr 230 ) översättning av Petrus Brask 1682 efter K. Schmucker "Frisch auf, mein Seel!"
- Vi böre oss städs reda (1695 nr 277 ) diktad av Petrus Brask 1682.[4]